# The McCarthys
The McCarthys – komediowy amerykański serial telewizyjny wyprodukowany przez Olive Bridge Entertainment, CBS Television Studios oraz Sony Pictures Television. Pomysłodawcą serialu jest Kevin Williamson. Serial był emitowany od 30 października 2014 roku do 29 stycznia 2015 roku przez CBS.
4 lutego 2015 roku stacja CBS zdjęła serial z emisji po 11. odcinku.
9 maja 2015 roku stacja CBS ogłosiła oficjalnie anulowanie serialu.

## Fabuła
Serial opowiada o losach katolickiej amerykańsko-irlandzkiej rodziny McCarthy, która mieszka w Bostonie.

## Obsada
- Tyler Ritter jako Ronny McCarthy[4]
- Laurie Metcalf jako Marjorie McCarthy[5]
- Jack McGee jako Arthur McCarthy[6]
- Jimmy Dunn jako Sean McCarthy
- Joey McIntyre jako Gerard McCarthy[7]
- Kelen Coleman jako Jackie McCarthy[8]

## Odcinki
| Sezon | Sezon | Odcinki | Oryginalna emisja CBS | Oryginalna emisja CBS | Oryginalna emisja | Oryginalna emisja | Oryginalna emisja |
| Sezon | Sezon | Odcinki | Premiera sezonu       | Finał sezonu          | Premiera sezonu   | Finał sezonu      |                   |
| ----- | ----- | ------- | --------------------- | --------------------- | ----------------- | ----------------- | ----------------- |
|       | 1     | 11 z 13 | 30 października 2014  | 29 stycznia 2015      | brak danych       | brak danych       |                   |

## Sezon 1 (2014-2015)
| #  | Tytuł                                     | Reżyseria       | Scenariusz                   | Premiera             | Premiera    |
| -- | ----------------------------------------- | --------------- | ---------------------------- | -------------------- | ----------- |
| 1  | Hepatitis and Lemon Zest                  | Andy Ackerman   | Brian Gallivan               | 30 października 2014 | brak danych |
| 2  | Love McCarthys Style                      | Anthony Rich    | Gabe Miller, Jonathan Green  | 6 listopada 2014     | brak danych |
| 3  | The Good Coach                            | Pamela Fryman   | Brian Gallivan               | 13 listopada 2014    | brak danych |
| 4  | Supporting Jackie                         | Pamela Fryman   | Kate Purdy                   | 20 listopada 2014    | brak danych |
| 5  | Thanks A Lot, Ronny                       | Pamela Fryman   | Becky Mann, Audra Sielaff    | 27 listopada 2014    | brak danych |
| 6  | Why Guys Shouldn't Date Their Sister's Ex | Pamela Fryman   | Mike Sikowitz                | 4 grudnia 2014       | brak danych |
| 7  | Arthur and Marjorie's Night Apart         | Pamela Fryman   | Jonathan Green               | 11 grudnia 2014      | brak danych |
| 8  | Red Sox Swap                              | Pamela Fryman   | Jim Brandon, Brian Singleton | 18 grudnia 2014      | brak danych |
| 9  | Sister Act                                | Phill Lewis     | Becky Mann, Audra Sielaff    | 8 stycznia 2015      | brak danych |
| 10 | Hall of Fame                              | Pamela Fryman   | Josh Greenberg               | 15 stycznia 2015     | brak danych |
| 11 | The Ref                                   | Pamela Fryman   | Tom Hertz                    | 29 stycznia 2015     | brak danych |
| 12 | Gerard's Engagement Party                 | Ken Whittingham | Mike Sikowitz                | 4 lipca 2015         |             |
| 13 | Cutting the Cord                          | Pamela Fryman   | Kate Purdy                   | 4 lipca 2015         |             |
| 14 | Family Therapy                            | Pamela Fryman   | Josh Greenberg               | 11 lipca 2015        | brak danych |
| 15 | End Games                                 | Pamela Fryman   | Jim Brandon,Brian Singleton  | 11 lipca 2015        | brak danych |

## Produkcja
10 maja 2014 roku CBS zamówiła serial na sezon telewizyjny 2014/15.